# Ангосат-1
Ангосат-1 (англ. AngoSat 1) — спутник связи, произведённый для Анголы ракетно-космической корпорацией «Энергия», выведенный на геостационарную орбиту 26 декабря 2017 года с космодрома Байконур ракетой-носителем «Зенит-3SLБФ».
Спутник должен был обеспечить телевизионный сигнал и другие услуги на территории Анголы, а также всего африканского континента.

## История
В соответствии с поручением Правительства Российской Федерации №МФ-П2-1946 от 23 марта 2007 года в ходе визита в Республику Анголу Президента Российской Федерации Дмитрия Медведева 26 июня 2009 года между ОАО «Рособоронэкспорт» и Министерством телекоммуникаций и информационных технологий Анголы были подписаны контрактные документы на создание национальной системы спутниковой связи и вещания «Ангосат». Контракт на строительство и ввод в эксплуатацию спутниковой системы «Ангосат» помимо изготовления, запуска и ввода в эксплуатацию спутника включает в том числе и модернизацию существующей национальной сети связи и передачи данных, создание в Луанде наземного Центра управления полётом (ЦУП) и Центральной станции сети спутниковой связи, обучение ангольских специалистов, создание резервного ЦУП в г. Королеве.
В 2011 году Внешэкономбанк, банк ВТБ, ОАО «Газпромбанк» и «Росэксимбанк» предоставили Министерству финансов Республики Ангола кредиты на общую сумму $278,46 млн сроком до 13 лет, с госгарантией РФ в размере $430 млн., при этом весь контракт стоил для Анголы $327,6 млн.: $252,5 млн цена спутника, $20,8 млн было потрачено на покупку орбитальной позиции, в $54,3 млн обошлась наземная инфраструктура. По сообщению ангольской стороны было заключено три контракта один из которых на $252 млн на создание и запуск спутника, где $120 млн составляет сам спутник; второй контракт $50 млн на создание наземного сегмента, включая ЦУП в коммуне Фунде, и третий контракт $25 млн на аренду орбитальной позиции предоставленной Россией, где будет находиться спутник в течение 18 лет.
Сами работы по проекту стартовали в 2012 — 2013 году.
Полезная нагрузка для спутника была поставлена компанией Airbus Defence and Space в рамках контракта c РКК Энергия. Аппаратура спутника Ангосат-1 — это 16 транспондеров C-диапазона и 6 транспондеров Ku-диапазона.
Ожидаемая продолжительность активной жизни ангольского спутника — 15 лет.
Ориентировочная стоимость спутника — 102,7 млн долларов. Спутник и его запуск были застрахован в «СОГАЗе» и СК «ВТБ Страхование» с долями 50 на 50 на сумму $121 млн".
Изначально спутник должен был быть запущен в первой половине 2016 года одновременно со спутником «Энергия-100» с использованием ракеты-носителя «Зенит-3SL» с «Морского старта», контракт на этот запуск был подписан в 2013 году. Однако в связи с аннексией Крыма между Россией и Украиной, вызвавшим проблемы с комплектацией российскими элементами ракеты-носителя украинской компанией «Южмаш», запуск решили произвести с помощью ракеты-носителя «Ангара-A5»/РБ ДМ-03 и на космодроме «Плесецк». После продажи «Морского старта» российской компании «С7» и появления в России негосударственной компании, оказывающей пусковые услуги, было решено вернуться к первоначальному варианту — использовать для вывода на орбиту ракету-носитель Зенит-3SLБ, но запустить её с космодрома «Байконур», так как на Байконуре находится ракета «Зенит-3SLБ», которую планировалось использовать для вывода на орбиту другого спутника «Спектр РГ». Планируемая дата запуска июнь 2017 года. Компания «С7 космические транспортные системы» являлась оператором пуска по заказу РКК «Энергия», благодаря этому подготовку к пуску и пуск также обеспечивали специалисты украинских компаний КБ «Южмаш» и компании «Южмаш».
Позднее предварительная дата запуска переносилась на сентябрь, октябрь, ноябрь, на 7 декабря, на 26 декабря 2017 года в связи с выявленной в середине ноября технической неисправностью при заправке разгонного блока «Фрегат» в виде двух неудалённых резиновых заглушек в заправочном коллекторе системы заправки разгонного блока.
Старт был осуществлён 26 декабря 2017 года в 22:00 мск. После отделения от разгонного блока «Фрегат» спутник вышел на связь, но впоследствии связь с ним была утеряна. По сообщениям 28 декабря связь была восстановлена, а также была получена телеметрия Предполагалось, что в течение двух месяцев после запуска аппарат будет перемещён в свою рабочую точку стояния. Для этого должна была быть задействована двигательная установка самого аппарата, позволяющая в течение длительного времени довыводить спутник или корректировать его орбиту. Однако 15 января появилось сообщение, что из-за проблем с электропитанием специалисты РКК «Энергия» были вынуждены перевести космический аппарат в режим энергосбережения. Продолжая дрейфовать в западном направлении, «Ангосат-1» должен был покинуть зону радиовидимости центра управления, повторный вход в неё ожидался в середине апреля 2018 года, после чего планировалось возобновление лётных испытаний.
27 января 2018 года вторая ступень РН вошла в атмосферу Земли. Считается, что минимум пять её останков были обнаружены на территории Перу. 12 февраля в 2018 года сбрасываемый бак разгонного блока «Фрегат» разрушился, в результате чего образовалось не менее 25 обломков.
4 апреля появились сообщения о невозможности установки связи со спутником. Эти сообщения были опровергнуты Роскосмосом, в том числе «работы будут идти до мая месяца» 15 апреля появилась информация, что с Анголой ведутся переговоры о создании нового спутника Ангосат-2, которые планируется завершить до конца мая. При этом РКК «Энергия», являющаяся изготовителем спутника, пока ещё не признала его окончательно потерянным.
В 20 числах апреля министр телекоммуникаций и информационных технологий Анголы Жозе Карвалью да Роша в интервью газете Jornal de Angola заявил что спутник «Ангосат-1» официально признан неработоспособным и что в рамках заключённого контракта Россия обязана построить новый спутник в течение 30 месяцев начиная с 24 апреля 2018 года. Данный спутник будет превосходить предыдущий. На этот период Россия в рамках компенсации предоставит спутниковые ёмкости на своих спутниках.
По сообщениям СМИ в январе — феврале 2019 года РКК «Энергия» в полном объёме получила страховку в размере $121 млн от «СОГАЗ» и «ВТБ Страхование» за спутник вышедший из строя сразу после выведения на орбиту

### «Ангосат-2»
РКК «Энергия» заявила что 23 апреля 2018 было подписано дополнительное соглашения к действующему контракту и стороны договорились о начале работ по созданию космического аппарата «Ангосат-2» — модернизированной версии спутника «Ангосат-1».
В итоге, созданный на платформе «Экспресс-1000Н», 13 октября 2022 года спутник-заместитель «Ангосат-2» был запущен ракетой-носителем «Протон-М» с космодрома Байконур.